# 川崎町 (半田市)
川崎町（かわさきちょう）は、愛知県半田市の町名。

## 地理
半田市南東部に位置する。東は知多湾（衣浦湾）、西は旭町、南は知多郡武豊町、北は前潟町に接する。

### 河川
- 神戸川[1]

## 歴史

### 町名の由来
川崎製鉄知多工場（現・JFEスチール知多製造所）に由来する。

### 沿革
- 1957年（昭和32年） - 半田市成岩の一部により、同市川崎町が成立[2]。

## 交通
- JR武豊線東成岩駅[1]
- 衣浦臨海鉄道[1]

## 施設
- JFEスチール知多製造所

### WEB
1. ↑  “愛知県半田市の町丁・字一覧”.   人口統計ラボ. 2023年11月25日閲覧。
2. ↑  総務省統計局 (2022年2月10日). “令和2年国勢調査の調査結果(e-Stat) - 男女別人口，外国人人口及び世帯数－町丁・字等” (CSV). 2023年8月2日閲覧。
3. ↑  “愛知県半田市の郵便番号一覧”.   日本郵便. 2023年11月25日閲覧。
4. ↑  “市外局番の一覧” (PDF).   総務省 (2022年3月1日). 2022年3月22日閲覧。

### 書籍
1. 1 2 3 4 5 6  「角川日本地名大辞典」編纂委員会 1989, p. 1818.
2. ↑  「角川日本地名大辞典」編纂委員会 1989, p. 449.